# Vålerenga (Oslo)

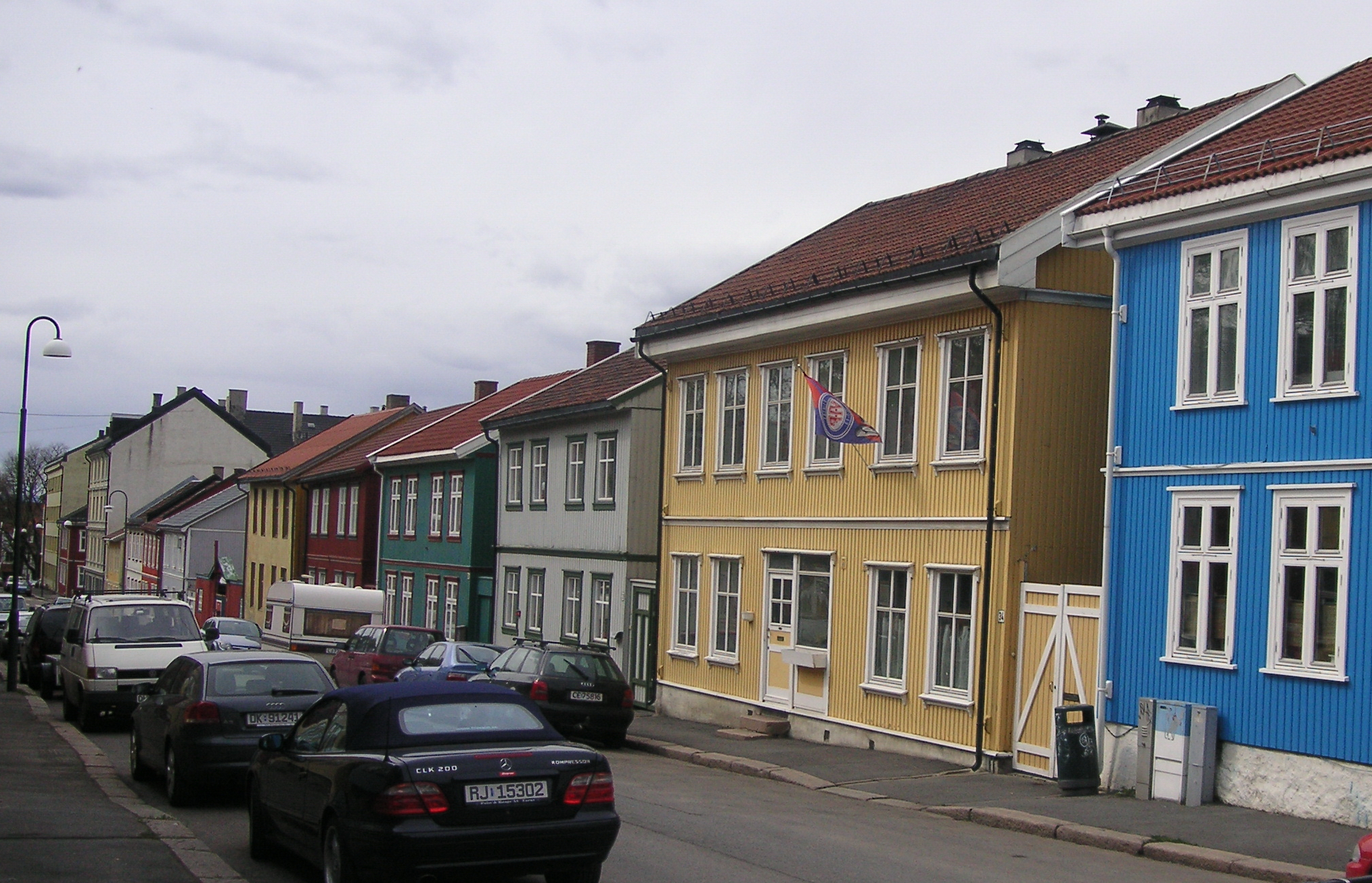
Vålerenga

Vålerenga è un quartiere di Oslo, la capitale della Norvegia, appartenente al distretto di Gamle Oslo e posta tra i distretti di Gamlebyen, Jordal, Ensjø, Etterstad e Lodalen. È nota per le tradizionali case in legno e per essere sede del Vålerenga I.F. Fotball, squadra di calcio, e di una squadra di hockey su ghiaccio.